# 新疆巨龙属
新疆巨龍（屬名：Xinjiangtitan）是種蜥腳下目馬門溪龍科恐龍，來自新疆皮羌縣的七克台組，年代為侏儸紀中期。估計體長約30至32公尺，使新疆巨龍成為已知最大型的恐龍之一。

## 發現
模式種鄯善新疆巨龍（Xinjiangtitan shanshanesis）是由吳文昊、周長付、奧利弗·溫斯、關谷透、董枝明於2013年命名、敘述。屬名由發現地新疆（Xinjiang）+希臘神話的泰坦（titan）組成；種名取自當地古代的鄯善國，意為「來自鄯善」，但「shanshanesis」是個拼寫錯誤，實際上應為「shanshanensis」，因為拉丁語字尾-ensis才是「來自」的意思。
唯一已知的正模標本（編號SSV12001）包含最後兩節頸椎、全部的背椎和薦椎、近端尾椎兩節、左右恥骨、左側坐骨、部分左腳（左側股骨、脛骨、腓骨和一節蹠骨）以及許多不完整的頸肋與背肋，該標本出土於新疆鄯善縣七克台鎮以南約8公里的戈壁灘上，幾乎為原地埋藏，仍有部分化石被圍岩包裹，除了部分背椎椎體受風化有些受損外，其餘骨骼皆保存良好，因此推測全部標本可能為一具接近完整的骨骼，化石標本完整度之高在目前世界各地所出土的大型蜥腳類恐龍中相當罕見。全部標本保存於新疆鄯善地質博物館。另外敘述論文中標示來自齊古組地層是不正確的，而是來自七克台組地層。

## 體型

體型比例圖

2016年葛瑞格利·保羅估計體長30公尺及重40噸；2020年莫里納佩雷茲和拉臘曼迪給出較低的估計值27公尺長及25噸重，並身高17公尺使其成為已知最高的恐龍。背部脊柱長372公分、大腿骨長165公分、脛骨長98公分。

## 特徵及分類
新疆巨龍具以下鑑定特徵：倒數第二節頸椎在腹側後四分之一處向後發育一條稜脊並在後關節面下形成一小半圓形突；最後兩節頸椎很長（其長度之和為股骨、脛骨長度之和的63％）、第一薦肋不參與構成薦椎軛（sacricostal yoke）、股骨非常粗壯（遠端最大寬度為股骨長度的33％）。
支序分析顯示新疆巨龍與馬門溪龍互成姊妹群，無疑為馬門溪龍科中的一個新的分類群。但新疆巨龍又有更接近梁龍科的一些特徵：發育明顯的棲肌突、較短的後肢和股骨第四轉子位於股骨後側內緣。因此新疆巨龍對於深入研究中亞侏羅紀蜥腳類，尤其是馬門溪龍科的演化具有重要的意義。